# Grzymała (Sainte-Croix)
Pour les articles homonymes, voir Grzymała.
Grzymała est une localité polonaise de la gmina de Tuczępy, située dans le powiat de Busko en voïvodie de Sainte-Croix.